# A·J·皮爾辛斯基
安東尼·約翰·皮爾辛斯基（英語：Anthony John Pierzynski，1976年12月30日—），為前美國職棒大聯盟的捕手。他生涯曾效力過雙城、巨人、白襪、遊騎兵、紅襪、紅雀與勇士等隊。皮爾辛斯基是大聯盟僅有10位生涯敲出至少2000支安打的捕手之一。
皮爾辛斯基是一名個性相當鮮明的球員，前白襪教頭Ozzie Guillén曾評價他：「如果和皮爾辛斯基成為對手，你會很討厭他；但如果跟他一起打球，你比較不會那麼厭惡他。」而Guillén也曾評價皮爾辛斯基是一名相當自律的球員，對於白襪奪冠，Guillén認定皮爾辛斯基有很大的貢獻。

## 職業生涯

### 明尼蘇達雙城
1994年大聯盟選秀，雙城在第3輪選進皮爾辛斯基。他先從灣岸聯盟出發，並在小聯盟打拚四年。
1998年9月9日，皮爾辛斯基登上大聯盟。9月11日，他敲出大聯盟首安。不過在2000年之前，他一共只出賽49場比賽。2001年，他才正式成為球隊的先發捕手。2002年，他入選明星賽擔任替補捕手。而他在2002年的美聯分區賽第五場敲出致勝3分砲，幫助球隊闖進聯盟冠軍賽。2003年，皮爾辛斯基繳出生涯新高的3成12打擊率。

### 舊金山巨人
2003年球季結束後，雙城將皮爾辛斯基交易到巨人，換來喬·內森、弗朗西斯科·利瑞安諾和布夫·邦勝。他在巨人一個球季，繳出2成72的打擊率，並敲出11轟與77分打點。

### 芝加哥白襪
2005年1月6日，皮爾辛斯基與白襪簽約。這年他敲出18轟寫下個人單季新高，也幫助球隊打進睽違46年的世界大賽。。
2005年美聯分區賽第一場，皮爾辛斯基就在首局敲出3分砲，後來在8局下再敲1轟。不過美聯冠軍賽第2場才是他的經典代表作，因為皮爾辛斯基成功騙過主審假裝自己不死三振成功站上一壘，後來代跑Pablo Ozuna盜上二壘，最後Joe Crede敲出再見安打。而白襪從這場比賽後就再也沒輸過，連續4勝逆轉淘汰天使。到了世界大賽也是四連勝橫掃太空人，成功拿下世界大賽冠軍。
2006年，皮爾辛斯基入選明星賽。5月20日，他因為跑壘惡意衝撞小熊捕手Michael Barrett，而被對方揍了一拳。最後Barrett被判處禁賽10場，而皮爾辛斯基則是只有罰款處分。
2007年4月18日，皮爾辛斯基接捕了馬克·柏利的無安打比賽。5月28日，他在跑壘時又故意以釘鞋踩傷雙城一壘手賈斯汀·摩爾諾。然而皮爾辛斯基不僅不承認自己的行為，甚至沒被驅逐出場。這年他達成連續962次守備機會無失誤，打破尤吉·貝拉的紀錄。2010年球季結束後，他與白襪簽下兩年合約。
2012年4月21日，他接捕了Philip Humber的完全比賽。6月13日，他被投票選為是全大聯盟最不受歡迎的球員。不過這年他締造連續5場比賽開轟的成就，整季打擊率為2成78，並敲出27轟與77分打點，成功拿下銀棒獎。

### 德州遊騎兵
2012年球季結束後，皮爾辛斯基以一年750萬美元的合約加盟遊騎兵。這年他的打擊率為2成72，並敲出17轟與70分打點。

### 波士頓紅襪
2013年12月3日，皮爾辛斯基與紅襪簽下一年合約。2014年6月4日，在投手Brandon Workman投出保送後，皮爾辛斯基嗆主審說：「給我一顆你看得到的新球。」最後他被驅逐出場。這年他的打擊率為2成54。
2014年7月9日，為了讓新秀捕手克里斯蒂安·瓦茲奎茲登上大聯盟，球隊將皮爾辛斯基給指定讓渡。後來有幾位不具名的紅襪投手爆料球隊裡有許多人都不喜歡皮爾辛斯基，最後球隊在7月16日將他釋出。

### 聖路易紅雀

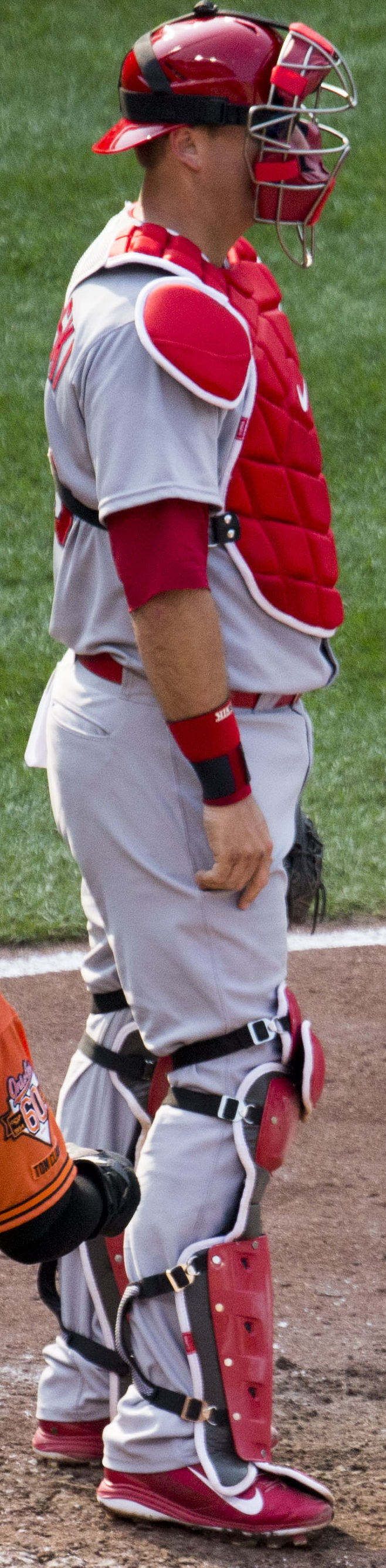
2014年的皮爾辛斯基

2014年7月26日，紅雀簽下皮爾辛斯基。他在初登場就敲出3支安打，前隊友約翰·雷基也透過交易來到紅雀，皮爾辛斯基日後也幫助雷基拿下生涯150勝。他在8月8日敲出來到新球隊的首轟，整季他的打擊率為2成44。雖然皮爾辛斯基沒有在分區賽亮相，不過球隊將他帶入國聯冠軍賽名單內。

### 亞特蘭大勇士

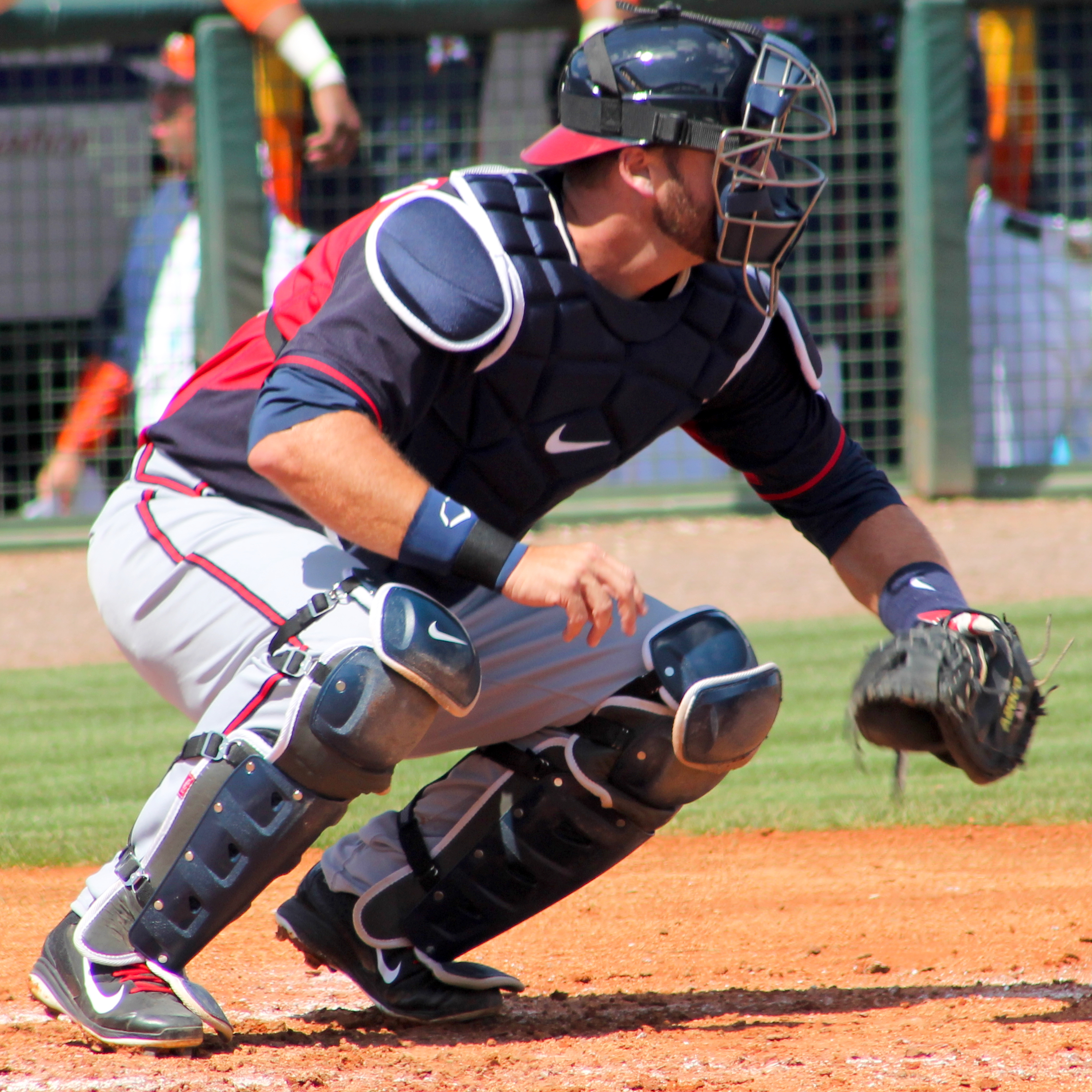
2015年春訓的皮爾辛斯基

2015年1月7日，皮爾辛斯基與勇士簽下一年200萬美元的合約。勇士原本打算讓皮爾辛斯基擔任替補捕手，並同時擔任新秀捕手Christian Bethancourt的指導者。但是Bethancourt防守不夠出色，後來球隊只好將他下放3A，並讓皮爾辛斯基擔任先發。2015年7月18日，皮爾辛斯基打破了喬恩·萊斯特8局的無安打比賽。
2016年4月27日，皮爾辛斯基敲出大聯盟生涯第2000安，為捕手史上第10人。8月27日，他進入傷兵名單。2017年3月28日，皮爾辛斯基宣布退休。
2022年，皮爾辛斯基首度獲得名人堂票選資格，不過他只獲得兩張選票。

## 生涯打擊成績
| 出賽次數 | 打席 | 打數 | 得分 | 安打 | 二安 | 三安 | 全壘打 | 打點 | 盜壘 | 保送 | 三振 | 打擊率 | 上壘率 | 長打率 | OPS  |
| -------- | ---- | ---- | ---- | ---- | ---- | ---- | ------ | ---- | ---- | ---- | ---- | ------ | ------ | ------ | ---- |
| 2059     | 7815 | 7290 | 807  | 2043 | 407  | 24   | 188    | 909  | 15   | 308  | 895  | .280   | .319   | .420   | .739 |

## 個人生活
皮爾辛斯基目前已婚，並育有一子一女。

## 外部連結
- 球員資訊和成績在MLB，ESPN，Baseball-Reference，Fangraphs（英文）
- A·J·皮爾辛斯基在台灣棒球維基館上的頁面（繁體中文）